# Лигносульфонат
Лигносульфона́т — продукт технологической переработки растительного древесного сырья при производстве бумаги.

## Химический состав и получение

Схема образования сульфоната лигнина

Лигносульфонаты — это общее название солей лигносульфоновых кислот. Являются природными водорастворимыми сульфопроизводными лигнина.
Получают при обработке древесины растворами гидросульфитов щелочных металлов при температуре 140 °С.
Лигносульфонаты выделяют из сульфитного щёлока — отработанных варочных жидкостей сульфитной варки. Также используется ультрафильтрация для отделения лигносульфонатов от отработанной варочной жидкости.
Товарные лигносульфонаты получают упариванием обессахаренного сульфитного щёлока и выпускают из производства в виде жидких и твёрдых концентратов, содержащих 50–92 % по массе сухого остатка.
Строение лигносульфонатов окончательно не установлено. Молекулярная масса смеси различных молекул вещества от 200 до 200 000 и выше. Лигносульфонаты с высокой молекулярной массой состоят из разветвленных молекул, с молекулярной массой до 5000 — из линейных.

## Особенности
Лигносульфонат — продукт технологической переработки растительного древесного сырья при целлюлозно-бумажном производстве.
Лигносульфонаты малотоксичны, не обладают раздражающим и аллергическим действием, и по российской классификации относятся к самому низкому (четвертому) классу опасности.
Кроме того, согласно данным исследования «Evaluation of sodium lignosulphonate for the remediation of chromium-contaminated soil and water», проведенного Константином Волчеком, Карлом Брауном и Дарио Великонья, лигносульфонаты нейтрализуют и поглощают токсичные соединения хрома из почвы и воды.

## Области применения
Лигносульфонаты имеют высокую поверхностную активность, что позволяет использовать их в качестве анионных поверхностно-активных веществ в различных областях промышленности.
Лигносульфонат находит широкое распространение в промышленности и применяется как крупнотоннажный компонент при производстве бетона и буровых промывочных растворов, для производства связующих компонентов, красителей и даже для производства пищевого ванилина (производился в промышленных масштабах на Сясьском ЦБК до 1992 года).

### Производство бетона и буровых растворов
Наиболее широко используются в качестве сырьевых добавок водопонизителей для бетонных смесей. Товарные лигносульфонаты начали применять в этой области с тридцатых годов прошлого века. Основной принцип работы лигносульфонатов в бетонных смесях основан на механизме адсорбции и пленкообразовании за счет высокодисперсных гидратных фаз. В воде обычно находятся в коллоидном состоянии, создают стойкие эмульсии и пены. При концентрации выше 30 % вязкость растворов лигносульфонатов резко повышается. При этом вязкость зависит от природы катиона и температуры, сильное снижение вязкости наблюдается при температуре выше 20 °С. При температуре 100—120 °С концентрат лигносульфоната это вязкий малоподвижный продукт, который при охлаждении до 20 °С становится твердым монолитом. Дальнейшее охлаждение приводит к хрупкости вещества. Температура застывания концентрата лигносульфонатов зависит от остаточного количества влаги. При концентрациях свыше 80 % застывает при температуре 87—108 °С. Лигносульфанаты широко применяются в нефтяной промышленности в качестве замедлителей для цементных растворов при цементировании скважин.

### Сельское хозяйство
В небольших концентрациях лигносульфонат обладает заметным биостимулирующим эффектом, поэтому постоянно продолжаются исследования для  разработки на его основе органически-минеральных удобрений. Как и любой концентрированный гуминовый препарат, лигносульфонат в высоких концентрациях – мощный ингибитор[чего?]. Молекулярная структура лигносульфоната содержит смесь гуминовых соединений и примесь основных связующих для их преобразования в гуминоподобные молекулы. В живой природе гумификация лигнина протекает на протяжении сотен тысяч лет.